# Gérard Janvion
Gérard Janvion (Fort-de-France, Martinique, 1953. augusztus 21. –) válogatott francia labdarúgó, hátvéd, majd edző.

## Pályafutása

### Klubcsapatban
1965-ben a martinque-i CS Case-Pilote csapatában kezdte a labdarúgást. 1972-ben szerződtette az AS Saint-Étienne, ahol négy bajnoki címet és két francia kupa győzelmet ért el a csapattal. Tagja volt az 1975–76-os BEK-döntős együttesnek. 1983 és 1985 között a PSG, 1985–86-ban az AS Béziers játékosa volt, majd visszavonult az aktív labdarúgástól.

### A válogatottban
1975 és 1982 között 40 alkalommal szerepelt a francia válogatottban. Először 1978-ban Argentínában szerepelt világbajnokságon. Négy évvel később a spanyolországi világbajnokságon a negyedik helyezett csapat tagja volt.

### Edzőként
Visszavonulása után edző lett és visszatért Martiniquera. Az MJC Sainte-Suzanne, az Assaut de Saint-Pierre, majd nevelőklubja, a CS Case-Pilote és a Club Peléen szakmai munkáját irányította. A Martinique-i válogatottnál a szövetségi kapitány segítőjeként is tevékenykedett.

## Sikerei, díjai
Franciaország
- Világbajnokság
  - 4.: 1982, Spanyolország

 Saint-Étienne
- Francia bajnokság (Ligue 1)
  - bajnok: 1973–74, 1974–75, 1975–76, 1980–81
- Francia kupa (Coupe de France)
  - győztes: 1974, 1975, 1977
- Bajnokcsapatok Európa-kupája (BEK)
  - döntős: 1975–76